# 卡米諾德克魯塞斯國家公園
卡米諾德克魯塞斯國家公園（西班牙語：Parque nacional Camino de Cruces），是巴拿馬的國家公園，位於該國中部巴拿馬省，成立於1992年，面積40平方公里，受熱帶潮濕氣候影響。